# Компанейская слобода
Компане́йская слобода́ — исторический район Санкт-Петербурга. Находилась на Выборгской стороне в районе нынешней площади Ленина. Служила местом расположения пивоварен, складов, и проживания их хозяев и работников. Слобода также носила названия «Компанейские дворы» и «Компанейские дома».

## История
Компанейская слобода возникла в 1710-1720-х годах, когда в ходе развития новой столицы появились первые пивоварни, владельцы и работники которых («компанейщики») проживали в этой слободе. Пивоварни обрастали складами, для чего требовались бочки, что впоследствии привело к образованию Бочарной слободы.
Некоторое время память о Компанейской слободе сохранялась в названии Компанейской улицы, которая в 1808 году после свёртывания пивоваренного производства на Выборгской стороне вошла в состав Бочарной улицы (теперь — улица Комсомола).